# Shenzhen Open 2020 - Qualificazioni singolare
Le qualificazioni del singolare dello Shenzhen Open 2020 sono un torneo di tennis preliminare per accedere alla fase finale della manifestazione. Le vincitrici dell'ultimo turno entrano di diritto nel tabellone principale. In caso di ritiro di una o più giocatrici aventi diritto, a queste subentrano le lucky loser, ossia le giocatrici che hanno perso nell'ultimo turno ma che hanno una classifica più alta rispetto alle altre partecipanti che hanno comunque perso nel turno finale.

## Teste di serie
1. Tatjana Maria (primo turno)
2. Nina Stojanović (primo turno)
3. Tímea Babos (ultimo turno)
4. Jasmine Paolini (ultimo turno)

1. Irina-Camelia Begu (qualificata)
2. Margarita Gasparyan (qualificata)
3. Varvara Gracheva (ultimo turno)
4. Monica Niculescu (primo turno)

## Qualificate
1. Anna-Lena Friedsam
2. Irina-Camelia Begu

1. Margarita Gasparyan
2. Nicole Gibbs

## Tabellone

### Legenda
| - Q = Qualificato - WC = Wild card - LL = Lucky loser | - ALT = Alternate - SE = Special Exempt - PR = Protected Ranking | - w/o = Walkover - r = Ritirato - d = Squalificato |

### Sezione 1
|  | Primo turno | Primo turno        | Primo turno        | Primo turno | Primo turno |  |  | Ultimo turno | Ultimo turno       | Ultimo turno       | Ultimo turno | Ultimo turno |  |
|  |             |                    |                    |             |             |  |  |              |                    |                    |              |              |  |
|  | 1           | Tatjana Maria      | Tatjana Maria      | 1           | 2           |  |  |              |                    |                    |              |              |  |
|  |             | Anna-Lena Friedsam | Anna-Lena Friedsam | 6           | 6           |  |  |              | Anna-Lena Friedsam | Anna-Lena Friedsam | 7            | 6            |  |
|  | WC          | Yuan Yue           | Yuan Yue           | 4           | 3           |  |  | 7            | Varvara Gracheva   | Varvara Gracheva   | 5            | 4            |  |
|  | 7           | Varvara Gracheva   | Varvara Gracheva   | 6           | 6           |  |  |              |                    |                    |              |              |  |

### Sezione 2
|  | Primo turno | Primo turno        | Primo turno | Primo turno | Primo turno |  |  | Ultimo turno | Ultimo turno       | Ultimo turno       | Ultimo turno | Ultimo turno |  |
|  |             |                    |             |             |             |  |  |              |                    |                    |              |              |  |
|  | 2           | Nina Stojanović    | 4           | 6           | 5           |  |  |              |                    |                    |              |              |  |
|  |             | Barbora Krejčíková | 6           | 2           | 7           |  |  |              | Barbora Krejčíková | Barbora Krejčíková | 5            | 2            |  |
|  |             | Stefanie Vögele    | 5           | 6           | 1           |  |  | 5            | Irina-Camelia Begu | Irina-Camelia Begu | 7            | 6            |  |
|  | 5           | Irina-Camelia Begu | 7           | 3           | 6           |  |  |              |                    |                    |              |              |  |

### Sezione 3
|  | Primo turno | Primo turno         | Primo turno         | Primo turno | Primo turno |  |  | Ultimo turno | Ultimo turno        | Ultimo turno | Ultimo turno | Ultimo turno |  |
|  |             |                     |                     |             |             |  |  |              |                     |              |              |              |  |
|  | 3           | Tímea Babos         | Tímea Babos         | 7           | 6           |  |  |              |                     |              |              |              |  |
|  |             | Kaja Juvan          | Kaja Juvan          | 5           | 4           |  |  | 3            | Tímea Babos         | 3            | 7            | 3            |  |
|  | WC          | Ma Shuyue           | Ma Shuyue           | 2           | 1           |  |  | 6            | Margarita Gasparyan | 6            | 63           | 6            |  |
|  | 6           | Margarita Gasparyan | Margarita Gasparyan | 6           | 6           |  |  |              |                     |              |              |              |  |

### Sezione 4
|  | Primo turno | Primo turno      | Primo turno      | Primo turno | Primo turno |  |  | Ultimo turno | Ultimo turno    | Ultimo turno    | Ultimo turno | Ultimo turno |  |
|  |             |                  |                  |             |             |  |  |              |                 |                 |              |              |  |
|  | 4           | Jasmine Paolini  | Jasmine Paolini  | 6           | 7           |  |  |              |                 |                 |              |              |  |
|  |             | Martina Trevisan | Martina Trevisan | 3           | 5           |  |  | 4            | Jasmine Paolini | Jasmine Paolini | 3            | 0            |  |
|  |             | Nicole Gibbs     | Nicole Gibbs     | 6           | 6           |  |  |              | Nicole Gibbs    | Nicole Gibbs    | 6            | 6            |  |
|  | 8           | Monica Niculescu | Monica Niculescu | 3           | 3           |  |  |              |                 |                 |              |              |  |